# (15858) Davidwoods
(15858) Davidwoods est un astéroïde de la ceinture principale.

## Description
(15858) Davidwoods est un astéroïde de la ceinture principale. Il fut découvert le 12 mars 1996 à Kitt Peak par le projet Spacewatch. Il présente une orbite caractérisée par un demi-grand axe de 2,18 UA, une excentricité de 0,15 et une inclinaison de 2,0° par rapport à l'écliptique.

## Compléments